# Carter (Oklahoma)
Carter – miasto w Stanach Zjednoczonych, w stanie Oklahoma, w hrabstwie Beckham.